# Kläwicke
Kläwicke ist ein deutscher Familienname.

## Herkunft und Bedeutung
Als Namensursprung wird der sorbische Name Klaw angesehen, eine Ableitung (Schrumpfform) des kirchlichen Taufnamen Nicolaus. Mit Hilfe des Suffixes -k (einschließlich der Schreibungen -cke, -ik bzw. -ke sowie der Ableitungsendung -i) bekommt der Name eine zusätzliche Bedeutung (Verkleinerungsform, Kosename, Ausdruck für Geringschätzung oder Spott). Die Namen Kläwi bzw. Klewi sind alemannisch-schwäbische Ableitungen von Nikolaus (Klaus). Der Name Kläwicke ist mindestens seit 1680 dokumentiert.

## Varianten des Namens
Folgende Varianten des Namens sind bekannt:
Kläbicke, Kläricke, Klarike, Klawicke, Kleewicke, Klewicke und Klewiken.

## Geographische Verteilung
Hauptverbreitungsgebiete sind in Deutschland die Bundesländer Berlin und Brandenburg sowie Baden-Württemberg; vor 1945 war der Name auch in Brandenburg/Neumark (heute zu Polen gehörig) geläufig.